# Opecoelidae
Los opecoélidos (Opecoelidae) son una familia de trematodos del orden Plagiorchiida.

## Sistemática
La familia Opecoelidae incluye los siguientes taxones:
- Géneros incertae sedis
  - Género Abyssopedunculus Martin, Huston, Cutmore & Cribb, 2018
  - Género Mesobathylebouria Martin, Huston, Cutmore & Cribb, 2018
- Subamilia Bathycreadiinae Martin, Huston, Cutmore & Cribb, 2018
  - Género Bathycreadium Kabata, 1961
- Subamilia Hamacreadiinae Martin, Downie & Cribb, 2020
  - Género Allopodocotyle Pritchard, 1966
  - Género Bentholebouria Andres, Pulis & Overstreet, 2014
  - Género Cainocreadium Nicoll, 1909
  - Género Choanotrema Nitta & Tanaka, 2018
  - Género Hamacreadium Linton, 1910
  - Género Pacificreadium Durio & Manter, 1968
  - Género Paraplagioporus Yamaguti, 1939
  - Género Pedunculacetabulum Yamaguti, 1934
  - Género Podocotyloides Yamaguti, 1934
- Subamilia Helicometrinae Bray, Cribb, Littlewood & Waeschenbach, 2016
  - Género Helicometra Odhner, 1902
  - Género Helicometrina Linton, 1910
  - Género Neohelicometra Siddiqi & Cable, 1960
  - Género Proneohelicometra Hassanine, 2006
- Subamilia Neopycnadeninae Karar, Blend, Mohamadain, Hassan, Khalifa & Dronen, 2020
  - Género Neopycnadena Karar, Blend, Mohamadain, Hassan, Khalifa & Dronen, 2020
- Subamilia Opecoelinae Ozaki, 1925
  - Género Anisoporus Ozaki, 1928
  - Género Anomalotrema Zhukov, 1957
  - Género Apertile Overstreet, 1969
  - Género Coitocaecum Nicoll, 1915
  - Género Dactylomyza Aken'Ova, 2003
  - Género Dactylostomum Woolcock, 1935
  - Género Discoverytrema Gibson, 1976
  - Género Genitocotyle Park, 1937
  - Género Labracetabulum Reimer, 1987
  - Género Manteriella Yamaguti, 1958
  - Género Margolisia Bray, 1987
  - Género Neodactylostomum Toman, 1996
  - Género Notoporus Yamaguti, 1938
  - Género Opecoeloides Odhner, 1928
  - Género Opecoelus Ozaki, 1925
  - Género Opegaster Ozaki, 1928
  - Género Paropecoelus Pritchard, 1966
  - Género Parvacreadium Manter, 1940
  - Género Poracanthium Dollfus, 1948
  - Género Pseudopecoeloides Yamaguti, 1940
  - Género Pseudopecoelus von Wicklen, 1946
  - Género Pseudonotoporus Ahmad, 1985 (Species inquirenda)
- Subamilia Opecoelininae Gibson & Bray, 1984
  - Género Bartoliella Aken'Ova, 2003
  - Género Opecoelina Manter, 1934
- Subamilia Opistholebetinae Fukui, 1929
  - Género Gaevskajatrema Gibson & Bray, 1982
  - Género Heterolebes Ozaki, 1935
  - Género Maculifer Nicoll, 1915
  - Género Macvicaria Gibson & Bray, 1982
  - Género Magnaosimum Martin, Crouch, Cutmore & Cribb, 2018
  - Género Opistholebes Nicoll, 1915
  - Género Pachycreadium Manter, 1954
  - Género Parallelolebes Martin, Ribu, Cutmore & Cribb, 2018
  - Género Peracreadium Nicoll, 1909
  - Género Pinguitrema Siddiqi & Cable, 1960
  - Género Propycnadenoides Fischthal & Kuntz, 1964
  - Género Pseudoheterolebes Yamaguti, 1959 nec Gupta, 1968
  - Género Pseudopycnadena Saad-Fares & Maillard, 1986
  - Género Pycnadena Linton, 1911
  - Género Pycnadenoides Yamaguti, 1938
- Subamilia Plagioporinae Manter, 1947
  - Género Anthochoanocotyle Kamegai, 1972
  - Género Choerodonicola Cribb, 2005
  - Género Decemtestis Yamaguti, 1934
  - Género Diplobulbus Yamaguti, 1934
  - Género Heterochoanostoma Machida, 2014
  - Género Hysterogonia Hanson, 1955
  - Género Jerguillicola Bray, 2002
  - Género Mesocreadium Reimer, 1987
  - Género Neochoanostoma Bray & Cribb, 1989
  - Género Neoplagioporus Shimazu, 1990
  - Género Nicolla Wisniewski, 1934
  - Género Paramanteriella Li, Qiu & Zhang, 1988
  - Género Pellamyzon Montgomery, 1957
  - Género Phyllotrema Yamaguti, 1934
  - Género Plagioporus Stafford, 1904
  - Género Sphaerostoma Rudolphi, 1809
  - Género Trilobovarium Martin, Cutmore & Cribb, 2017
  - Género Vesicocoelium Tang, Hsu, Huang & Lu, 1975
  - Género Villarrealina Bolaños & Salas, 1982
  - Género Parapolylekithum Bilqees, Ghazi, Khan & Khatoon, 2004 (Species inquirenda)
  - Género Thynstenopera Bilqees & Khatoon, 2004 (Species inquirenda)
- Subamilia Podocotylinae Dollfus, 1959
  - Género Bathypodocotyle Martin, Huston, Cutmore & Cribb, 2018
  - Género Buticulotrema Blend, Dronen & McEachran, 1993
  - Género Halosaurotrema Martin, Huston, Cutmore & Cribb, 2018
  - Género Macrourimegatrema Blend, Dronen & Armstrong, 2004
  - Género Neolebouria Gibson, 1976
  - Género Podocotyle Dujardin, 1845
  - Género Tellervotrema Gibson & Bray, 1982
- Subamilia Polypipapiliotrematinae Martin, Cutmore & Cribb in Martin, Sasal, Cutmore, Ward, Aeby & Cribb, 2018
  - Género Polypipapiliotrema Martin, Cutmore & Cribb in Martin, Sasal, Cutmore, Ward, Aeby & Cribb, 2018
- Subamilia Pseudoplagioporinae Martin, Cutmore & Cribb, 2019
  - Género Fairfaxia Cribb, 1989
  - Género Pseudoplagioporus Yamaguti, 1938
  - Género Shimazuia Cribb, 2005
- Subamilia Stenakrinae Yamaguti, 1970
  - Género Biospeedotrema Bray, Waeschenbach, Dyal, Littlewood & Morand, 2014
  - Género Caudotestis Issaitschikov, 1928
  - Género Hexagrammia Baeva, 1965
  - Género Holsworthotrema Martin, Huston, Cutmore & Cribb, 2018
  - Género Neonotoporus Srivastava, 1942
  - Género Pseudopecoelina Yamaguti, 1942
  - Género Scorpidotrema Aken'Ova & Cribb, 2003
  - Género Stenakron Stafford, 1904